# زاوية العرقوب

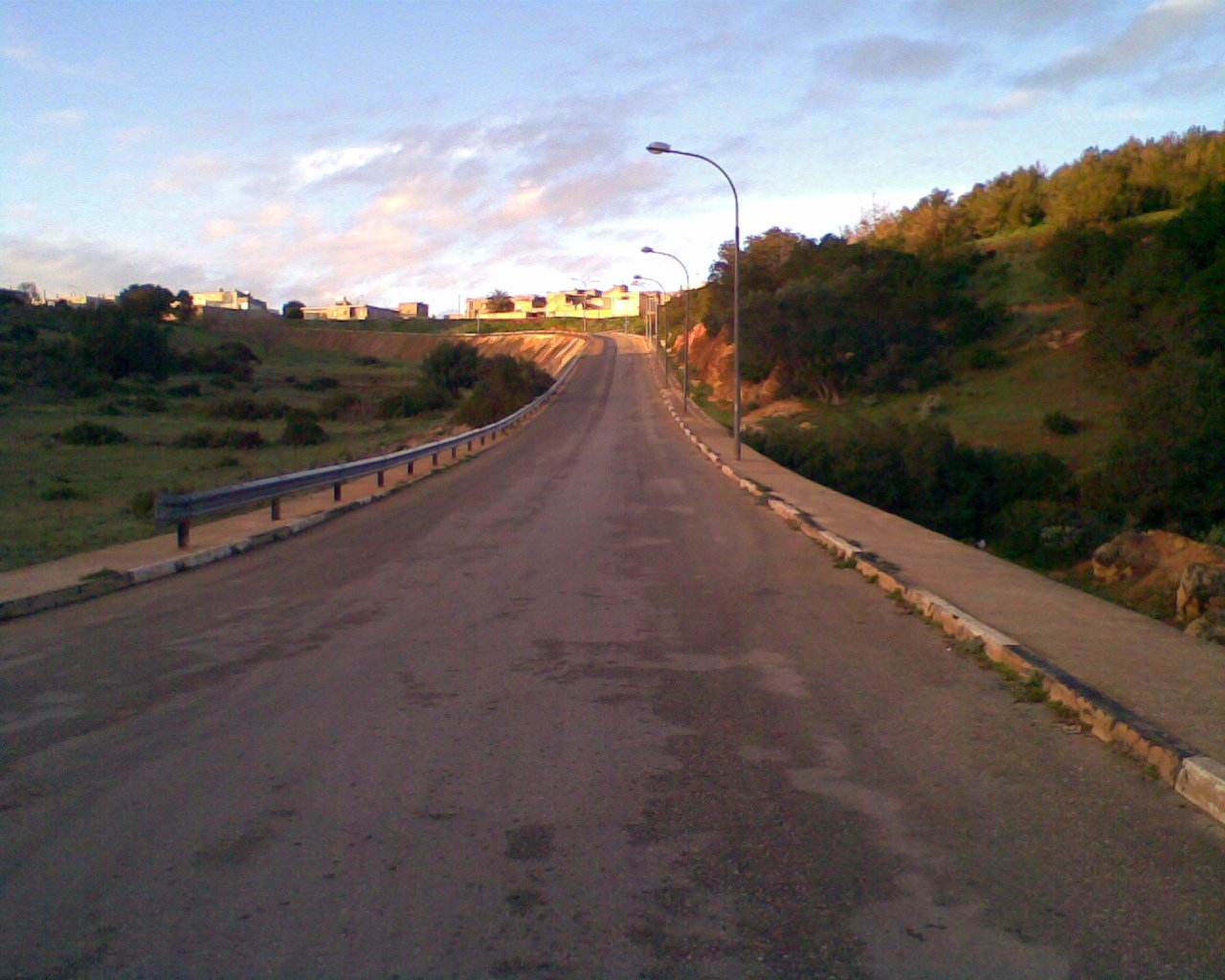
مدخل زاوية العرقوب الشرقي

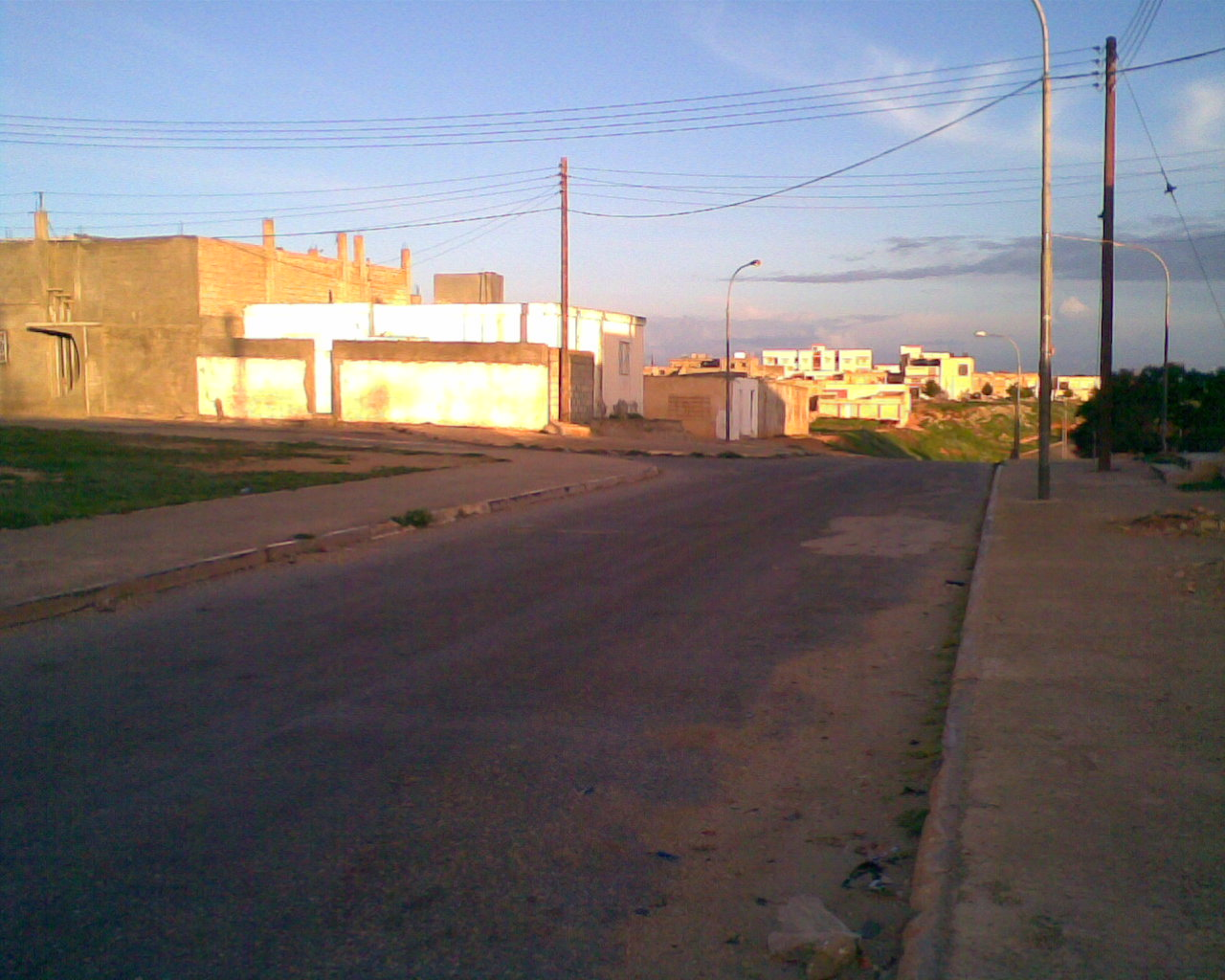
منظر للقرية

زاوية العرقوب هي قرية في الجبل الأخضر في ليبيا. تبعد حوالي 34 كم غرب مدينة البيضاء.